# La Lutte des classes (film, 2019)
Pour les articles homonymes, voir Lutte des classes (homonymie).
Pour plus de détails, voir Fiche technique et Distribution.
La Lutte des classes est une comédie dramatique française réalisée par Michel Leclerc sorti en 2019.

## Synopsis
Dans la ville de Bagnolet, Sofia, avocate, est en couple avec Paul, batteur du groupe de punk rock Amadeus 77. Leurs caractères s'opposent également, car elle est plutôt du genre rangé, tandis que son compagnon a toujours gardé ses convictions anarchistes. Leur fils Corentin, surnommé Coco, fréquente l'école publique la plus proche de chez eux. Il voit ses copains de classe quitter l’école primaire publique pour l'établissement privé attenant, au nom d’une éducation supposée meilleure. Les parents se trouvent tiraillés face au dilemme entre le respect de la carte scolaire au nom de leurs idéaux de mixité sociale et l'envie du recours à une école privée.

## Fiche technique
- Titre : La Lutte des classes
- Réalisation : Michel Leclerc
- 1er assistant réalisateur : Mathieu Vaillant
- Scénario, adaptation et dialogues : Michel Leclerc et Baya Kasmi
- Directeur de la photographie : Alexis Kavyrchine
- Musique : Guillaume Atlan
- Montage : Christel Dewynter
- Décors : Mathieu Menut
- Chef costumière : Elfie Carlier
- Chef maquilleuse : Emma Franco
- Son : Sophie Laloy
- Producteurs : Antoine Rein et Fabrice Goldstein
- Directrice de production : Anne Giraudau
- Sociétés de production : Karé Productions, France 2 Cinéma, UGC, Orange Studio
- SOFICA : A+ Images 8, Cofimage 29, Palatine Etoile 15
- Société de distribution : UGC Distribution
- Budget : 3,6 millions d'euros
- Pays d'origine :  France
- Langue originale : français
- Format : couleur
- Genre : comédie dramatique
- Durée : 103 minutes
- Date de sortie : 
  - France : 3 avril 2019

## Distribution
- Leïla Bekhti : Sofia Belkacem
- Édouard Baer : Paul Clément
- Ramzy Bedia : Tewfik Bensallah
- Tom Lévy : Corentin
- Baya Kasmi : Mademoiselle Delamarre
- Laurent Capelluto : Monsieur Toledano
- Claudia Tagbo : Madame Traoré
- Eye Haïdara : Dounia
- Sébastien Chassagne : le père de Milo
- Oussama Kheddam : Nadir
- Mona Bérard : Manon, la fille de Paul
- Michèle Moretti : Madame Bertrand, la mère de Paul
- Jacques Boudet : Monsieur Bertrand, le père de Paul
- Djibril Danfakha : Rédouane
- Zineb Triki : Nawel
- Maud Wyler : la collègue de Sofia
- Milo Cartelier : Milo
- Nathan Bekaert : Jules
- Lyes Chaib : Ryan
- Deva Svoboda : Inès
- Sadia Haidara : Adama
- Yanis Amrani : Momo
- Michel Leclerc : Le médecin

## Accueil

### Clin d'œil
Les parents de Paul (Michèle Moretti et Jacques Boudet) qui apparaissent dans le film sont interprétés par les mêmes acteurs jouant dans Le Nom des gens, un film précédent de Michel Leclerc.

### Critiques
Le film reçoit d'assez bons retours, avec une note moyenne de 3,6/5 sur AlloCiné.
Télérama est conquis « un scénario à l’humour malin ». Première écrit : « il se dégage du film quelque chose de sympathique, une noirceur aussi, qui finit par toucher ». Pour Murielle Joudet dans Le Monde, les thématiques abordées dans le film sont importantes, mais leur traitement n'est pas assez subtil et maintient les poncifs.

### Box-office
| Pays ou région | Box-office      | Date d'arrêt du box-office | Nombre de semaines |
| -------------- | --------------- | -------------------------- | ------------------ |
| France         | 445 798 entrées | 12 juin 2019               | 10                 |
| Total mondial  | 3 458 157 $     | -                          | -                  |

## Controverse
En juillet 2019, Gogol Premier, chanteur du groupe d'alterno-punk La Horde, attaque les producteurs du film au motif d'une utilisation abusive d'images de concerts dans le film, ainsi que pour plagiat d'un titre-phare de La Horde,  J'encule.